# 우리들 세계
우리들 세계는 1977년 공개된 대한민국의 영화이다.

## 배역
- 임예진
- 진유영
- 김난영
- 나시찬
- 서승원